# Sonnino

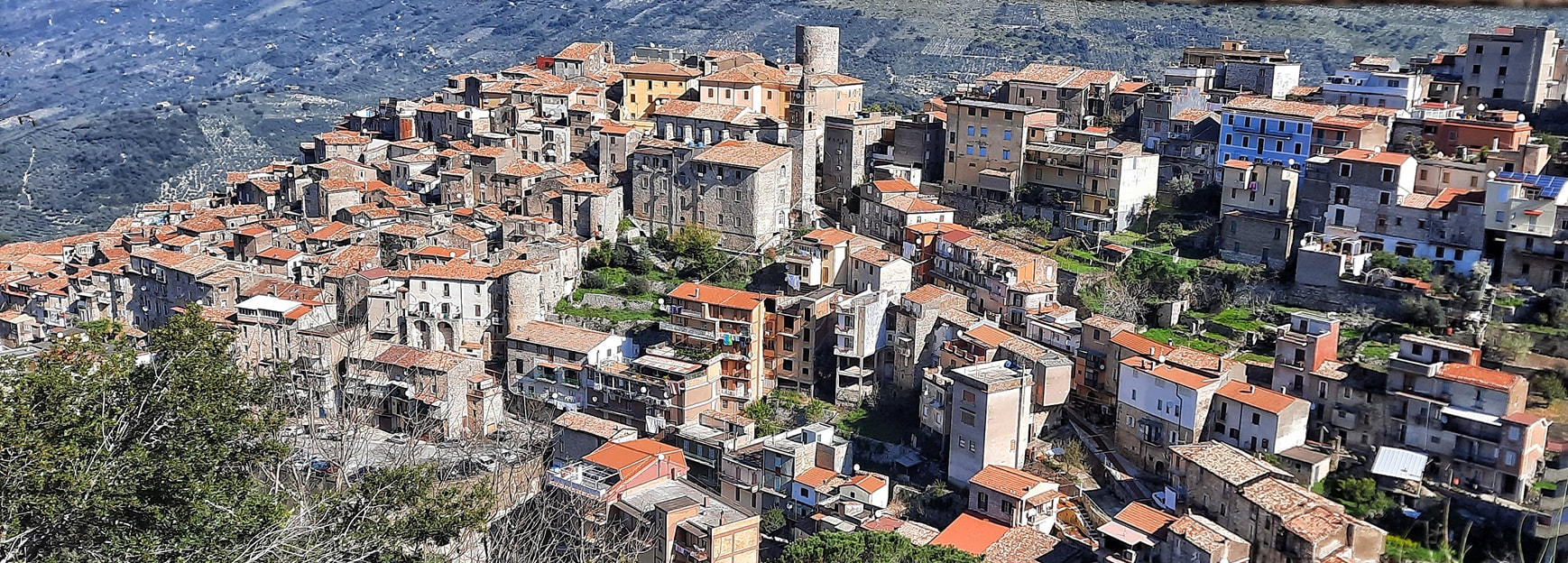
Sonnino; Historisches Zentrum der Stadt (Blick vom Monte della Pietà)

Sonnino ist eine italienische Stadt in der Provinz Latina in der Region Latium mit 7367 Einwohnern (Stand 31. Dezember 2023). Sie liegt 99 Kilometer südöstlich von Rom.

## Geographie
Sonnino liegt in den Monti Ausoni nördlich von Terracina.
Es ist Mitglied der Comunità Montana Monti Lepini e Ausoni.

## Geschichte
Sonnino war Ende des 18. Jahrhunderts/Anfang des 19. Jahrhunderts aufgrund seiner strategischen Lage am Rand des Kirchenstaates zum Königreich Neapel das Zentrum des Räuberunwesens im Kirchenstaat. Berühmt wurde der Brigantenführer Antonio Gasbarrone, der in der Operette „Gasparone“ von Carl Millöcker nur zwei Jahre nach seinem Tode 1882 verewigt wurde.

## Bevölkerung
| Jahr      | 1871 | 1901 | 1921 | 1951 | 1971 | 1991 | 2001 |
| --------- | ---- | ---- | ---- | ---- | ---- | ---- | ---- |
| Einwohner | 3322 | 4518 | 5231 | 7786 | 6859 | 6953 | 7043 |

## Politik
Luciano De Angelis (Lista Civica: Sonnino Insieme) wurde am 18. Juli 2018 zum Bürgermeister gewählt.

## Sehenswürdigkeiten
- Auf dem Hügelgipfel steht die Burg mit ihrem hohen Rundturm.
- Die Kirche San Michele neben der Burg ist entscheidend durch die Reliefs bestimmt, die sich im Gewölbe der ersten Kapelle befinden, nämlich ein Konzert darstellen, das ein geigender Mann und zwei lautenspielende Begleiter vollführen.
- An der Via Cristoforo Colombo steht das Museo Terre del Confine, in dem das Leben der Briganten dargestellt ist.

## Städtepartnerschaften
Partnergemeinden von Sonnino sind das französische Eysines in Aquitanien sowie die beiden italienischen Gemeinden  Sant’Eusanio Forconese in den Abruzzen und Binasco in der Lombardei.

## Söhne und Töchter des Ortes
- Giacomo Antonelli (1806–1876), Kardinalstaatssekretär von Papst Pius IX. 1848–1876
- Antonio Gasbarrone (12. Dezember 1793 – 1. April 1882), Brigant
- Velasio De Paolis CS (1935–2017), Kurienkardinal und Kanonist
- Alessandro Altobelli (* 1955), Fußballspieler